# Saint-Genès-de-Fronsac
 Saint-Genès-de-Fronsac  es una población y comuna francesa, situada en la región de Aquitania, departamento de Gironda, en el distrito de Libourne y cantón de Fronsac.

## Demografía
| 261 | 269 | 267 | 371 | 550 | 576 |
| Para los censos de 1962 a 1999 la población legal corresponde a la población sin duplicidades (Fuente: INSEE [Consultar]) |     |     |     |     |     |